# جون سومنر
جون سومنر (بالإنجليزية: John Sumner)‏ هو مدير فني ‏ أسترالي، ولد في 27 مايو 1924، وتوفي في 24 مايو 2013.

## وصلات خارجية
- جون سومنر على موقع قاعدة بيانات برودواي على الإنترنت (الإنجليزية)